# Soto de Luiña
Soto de Luiña (Soutu Lluiña en asturià) és una parròquia del concejo de Cudillero, al Principat d'Astúries (Espanya). Alberga una població de 477 habitants (INE 2009) en 413 habitatges. Ocupa una extensió d'11,05 km².
Està situada a la zona central del concejo. Limita al nord-oest amb el mar Cantàbric; al nord-est, amb la parròquia de Oviñana; a l'est i al sud, amb la de San Martín de Luiña; al sud-oest, amb el concejo de Valdés, parròquia de Arcallana; i a l'oest, amb la parròquia de Novellana.
cal destacar l'hospital de pelegrins i l'església de Santa María, tots dos edificis relacionats amb el pas del Camí de Sant Jaume per la parròquia.

## Poblacions
Segons el nomenclátor de 2009 la parròquia està formada per les poblacions de:
- Albuerne (lloc): 100 habitants.
- Llanorrozo (Llanurrozu en asturià) (llogaret): 26 habitants.
- Pandiello (Pandiellu) (casería): 13 habitants.
- Prámaro (Prámaru) (lloc): 61 habitants.
- San Pedro de la Ribera (San Pedru la Ribera) (lloc): 17 habitants.
- Soto de Luiña	(Soutu Lluiña) (lloc): 257 habitants.
- Troncedo (Troncéu) (casería): 3 habitants.
- Valdredo (Valdréu) (lloc): 100 habitants.

El lloc de Soto de Luiña, va rebre en 1992, juntament amb el de Novellana, el premi Príncep d'Astúries al «Poble exemplar».